# Vallon-sur-Gée
Vallon-sur-Gée ist eine französische Gemeinde mit 778 Einwohnern (Stand: 1. Januar 2022) im Département Sarthe in der Region Pays de la Loire. Die Gemeinde gehört zum Arrondissement La Flèche und zum Kanton Loué. Ihre Einwohner werden Vallonnais und Vallonnaises genannt.

## Geografie
Vallon-sur-Gée liegt in der historischen Provinz Maine etwa 18 Kilometer westsüdwestlich von Le Mans am Fluss Gée. Umgeben wird Vallon-sur-Gée von den Nachbargemeinden Tassillé im Norden, Crannes-en-Champagne im Nordosten, Maigné im Osten und Südosten, Pirmil im Süden, Chantenay-Villedieu im Südwesten, Saint-Pierre-des-Bois im Westen und Südwesten, Saint-Christophe-en-Champagne im Westen sowie Loué im Nordwesten.

## Bevölkerungsentwicklung
| 1962                       | 1968 | 1975 | 1982 | 1990 | 1999 | 2006 | 2013 | 2020 |
| -------------------------- | ---- | ---- | ---- | ---- | ---- | ---- | ---- | ---- |
| 759                        | 729  | 695  | 649  | 630  | 696  | 779  | 799  | 785  |
| Quellen: Cassini und INSEE |      |      |      |      |      |      |      |      |

## Sehenswürdigkeiten
- Kirche Saint-Pierre et Saint-Paul, im 12. Jahrhundert neu errichtet, im 15. 17. und 19. Jahrhundert erweitert, seit 1932 als Monument historique klassifiziert
- Schloss Chanteloup aus dem 16. Jahrhundert, seit 1990 als Monument historique eingeschrieben
- Schloss La Grange Moreau, erbaut gegen 1842
- Herrenhaus Le Petit-Béru aus dem 15. Jahrhundert, Fassaden und Dächer, die beiden Kamine und die Innentreppe sind seit 1976 als Monument historique klassifiziert, Fassaden und Dächer der Nebengebäude seit 1976 eingeschrieben
- Herrenhaus Guiberne aus dem 16. Jahrhundert, seit 2011 in Teilen als Monument historique eingeschrieben
- Erdhügel einer früheren Motte
- Wassermühle an der Gée aus dem 15. Jahrhundert

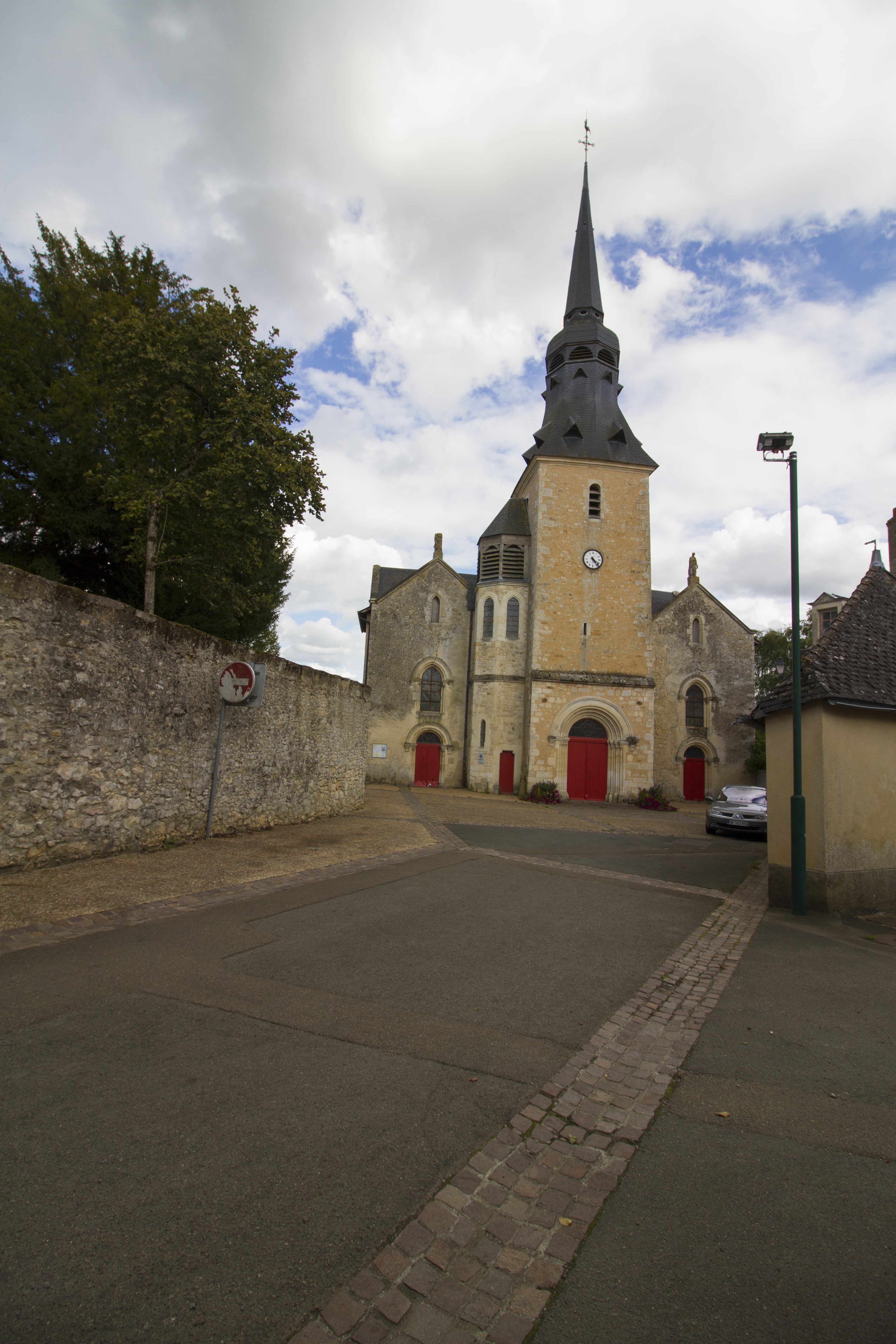
Kirche Saint-Pierre et Saint-Paul
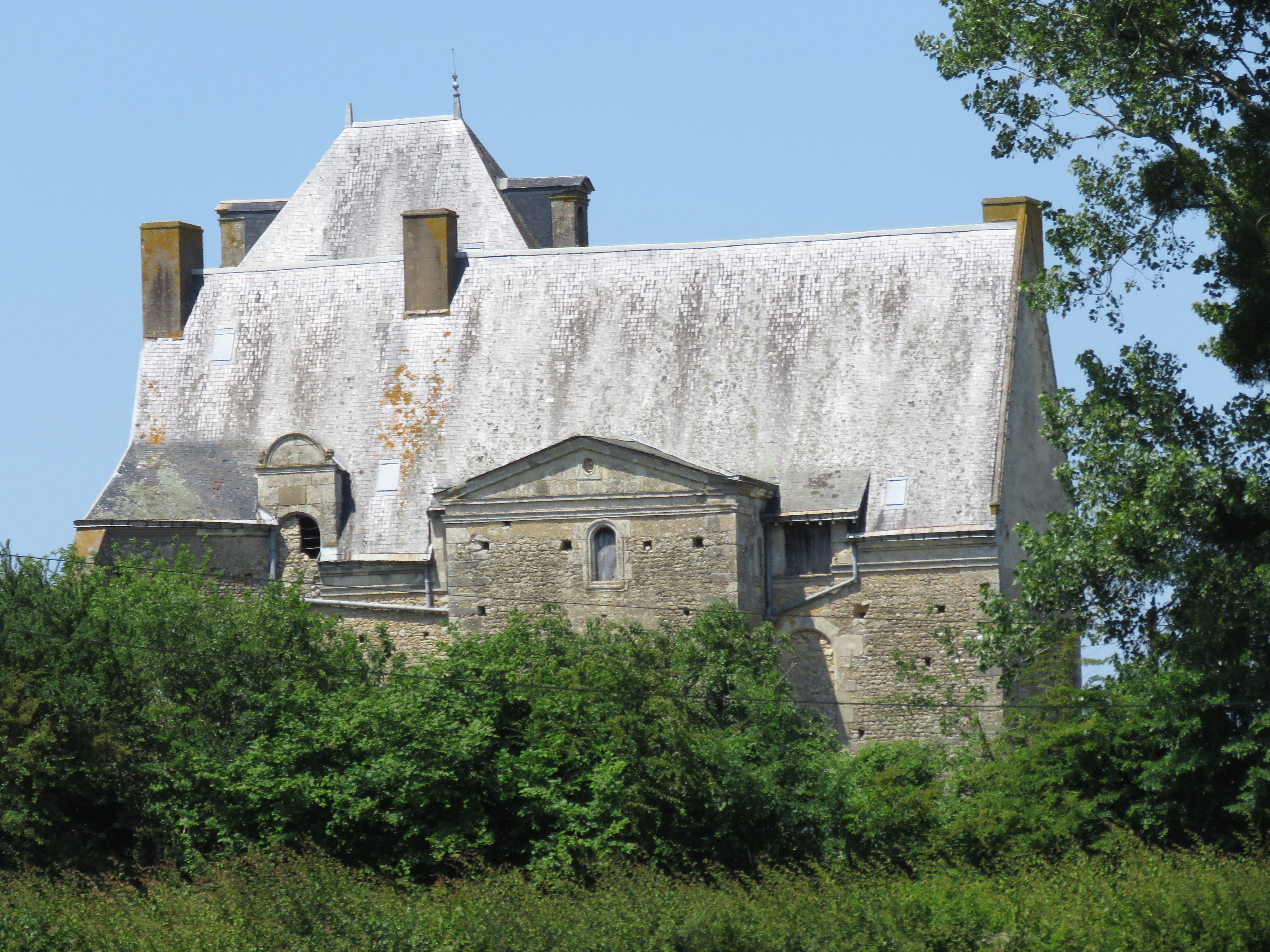
Schloss Chanteloup, Südseite
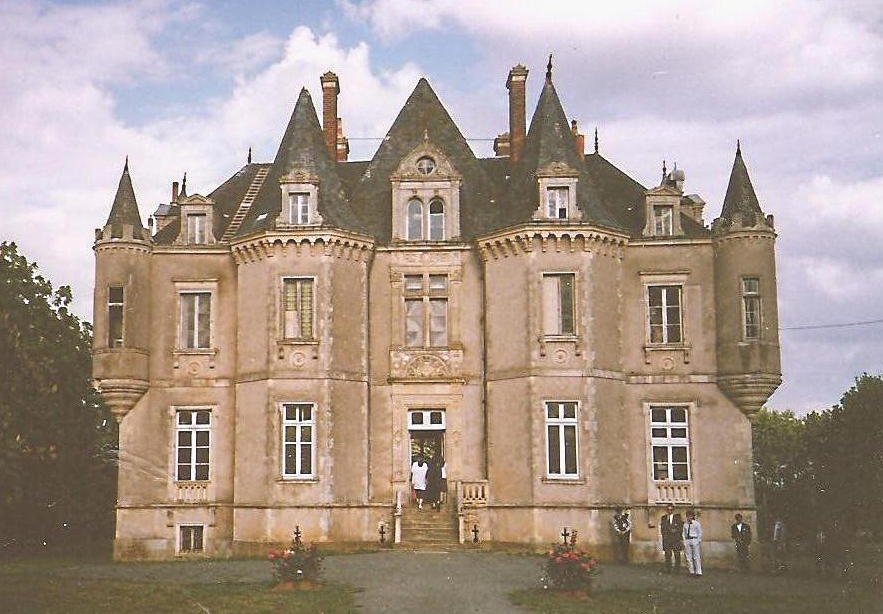
Schloss La Grange Moreau
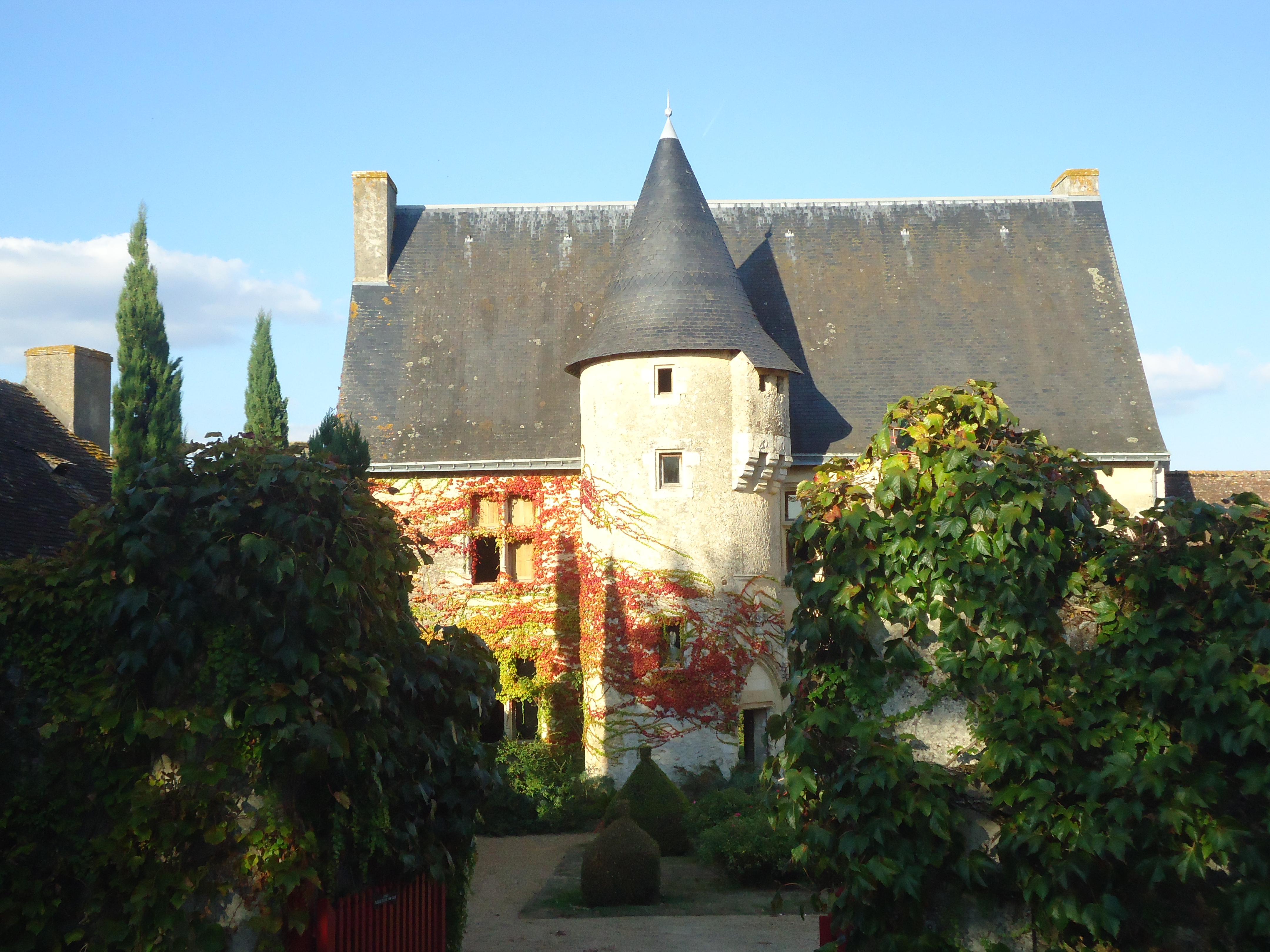
Herrenhaus Le Petit-Béru
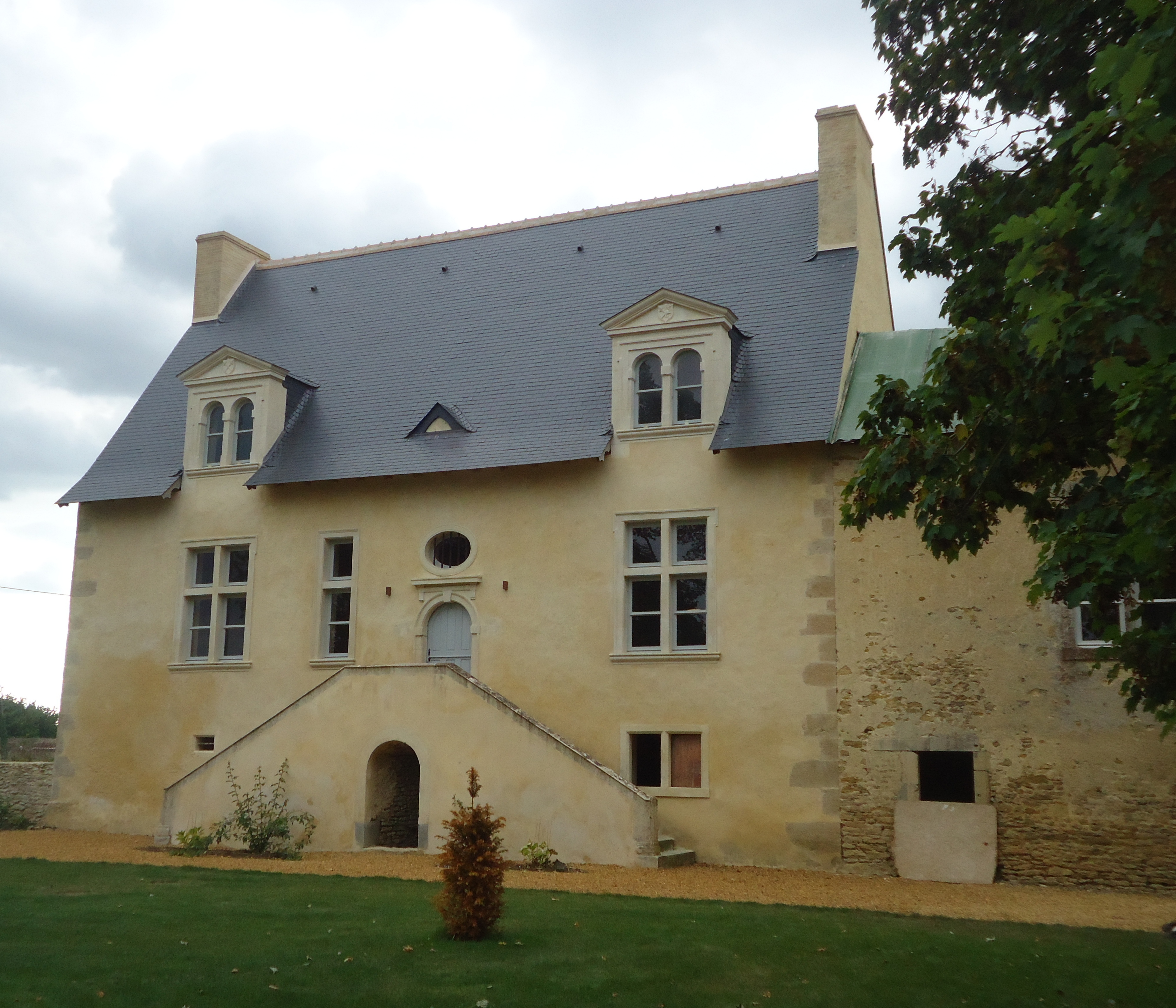
Herrenhaus Guiberne
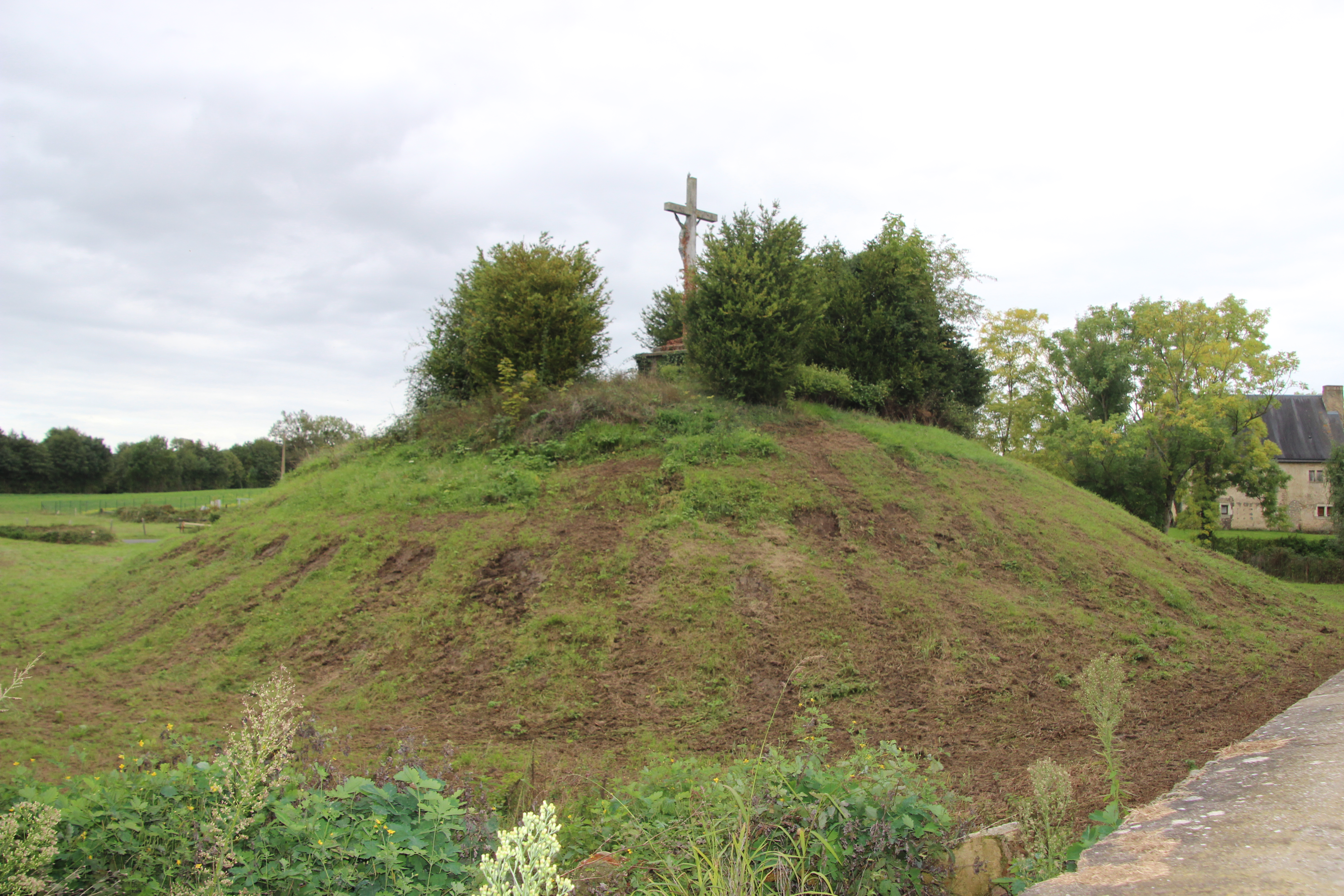
Erdhügel einer früheren Motte
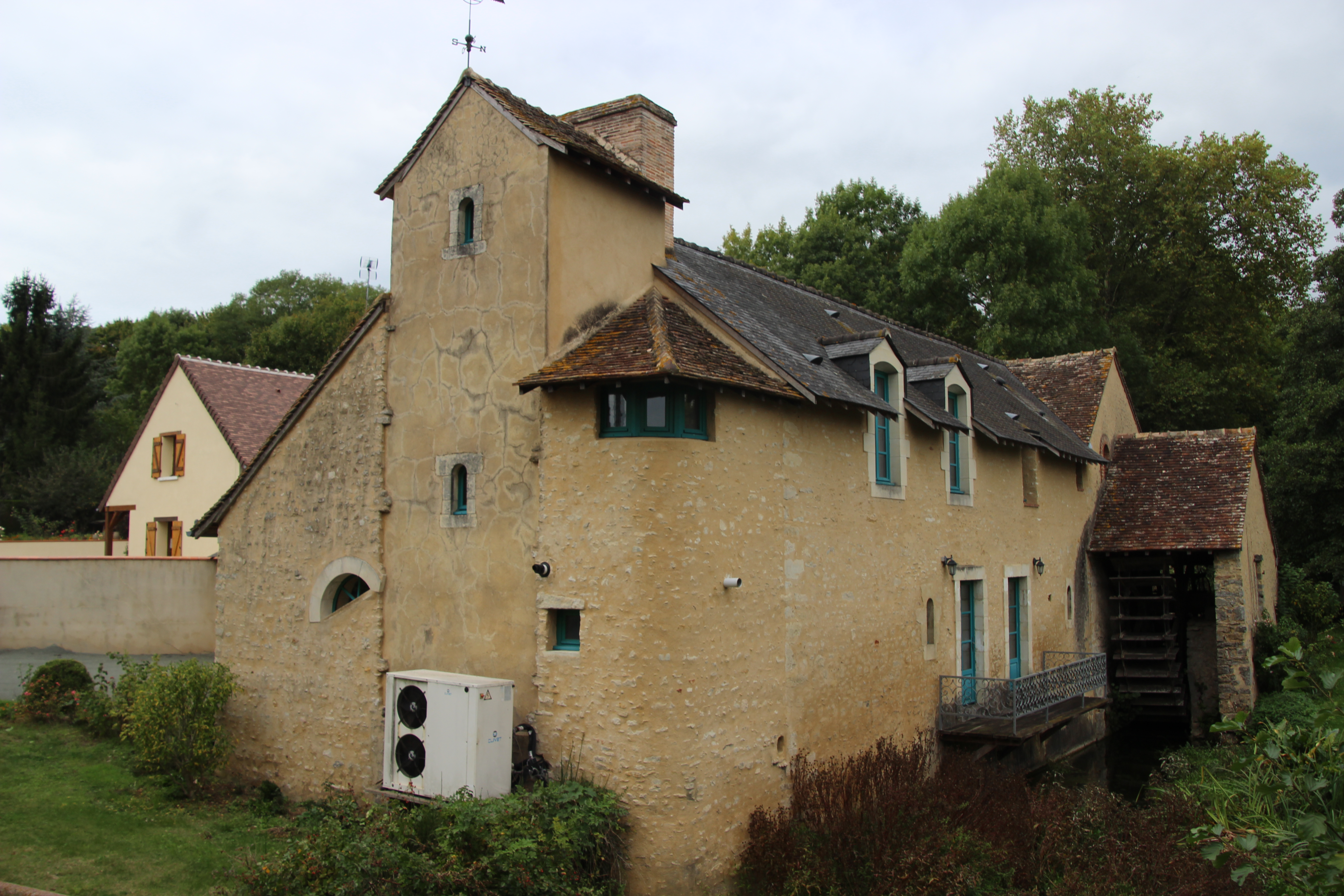
Wassermühle